# Batyle suturalis
Batyle suturalis es una especie de escarabajo del género Batyle, familia Cerambycidae. Fue descrita por Thomas Say en 1824. Habita en México y Estados Unidos.

## Galería

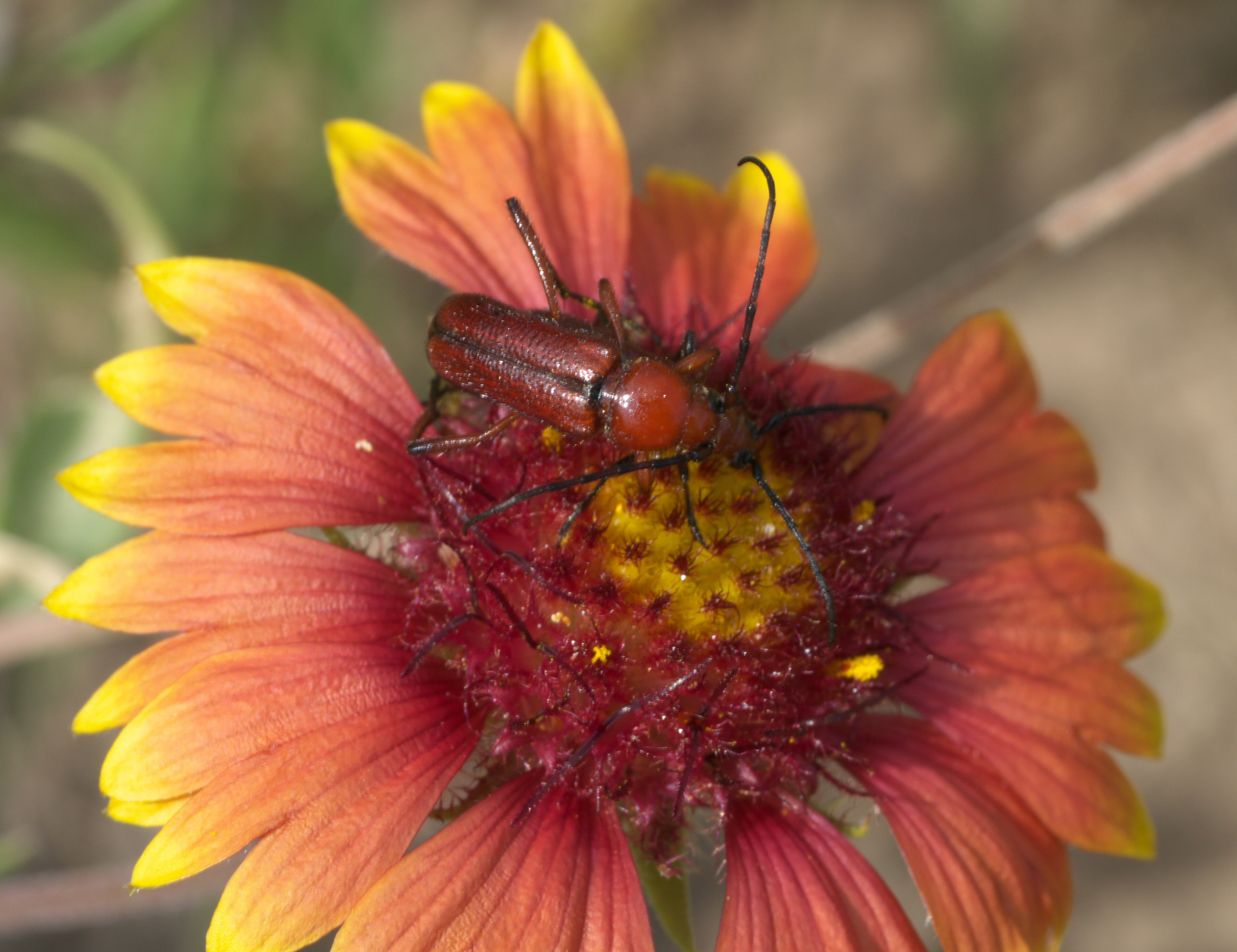
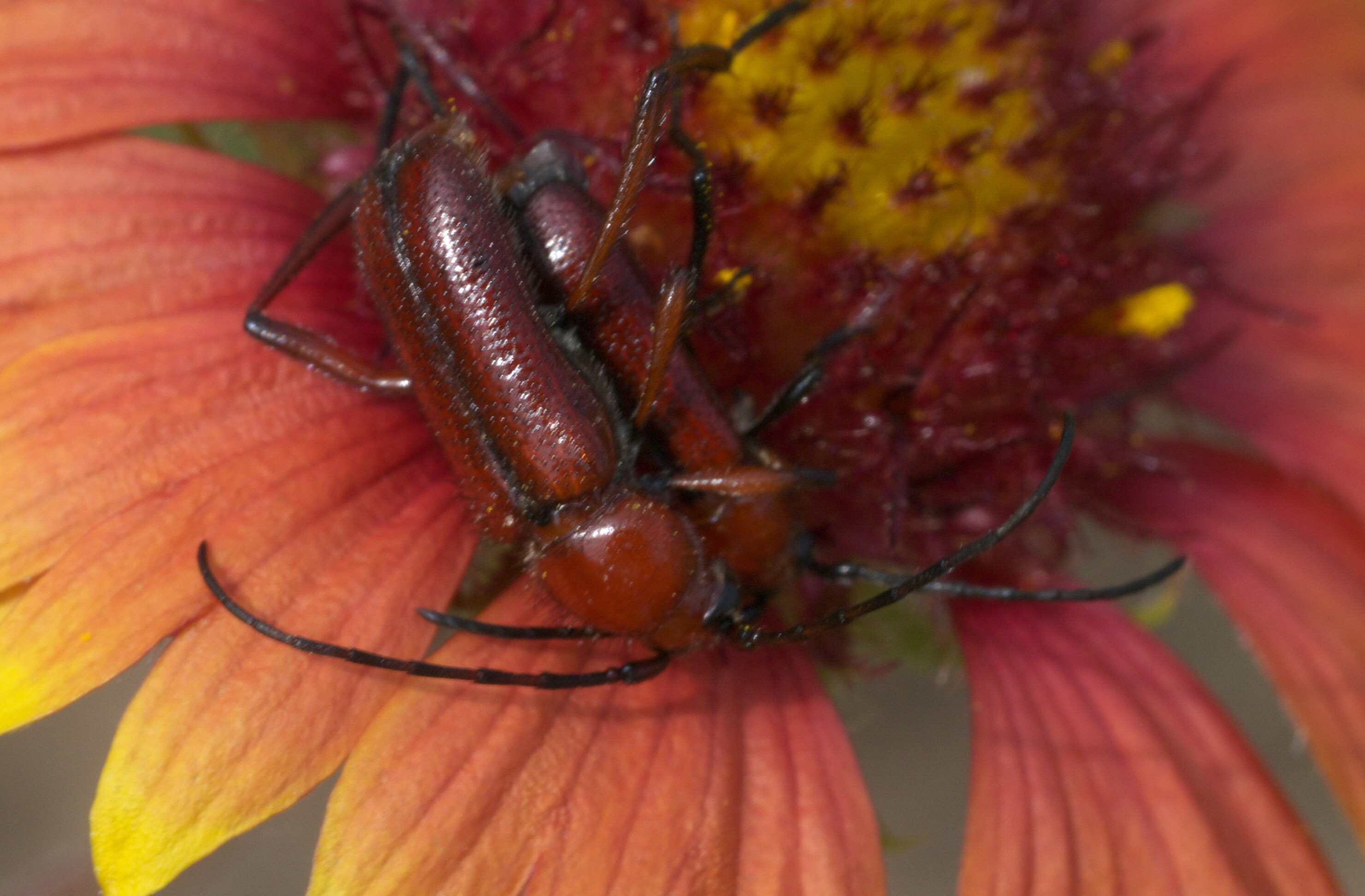
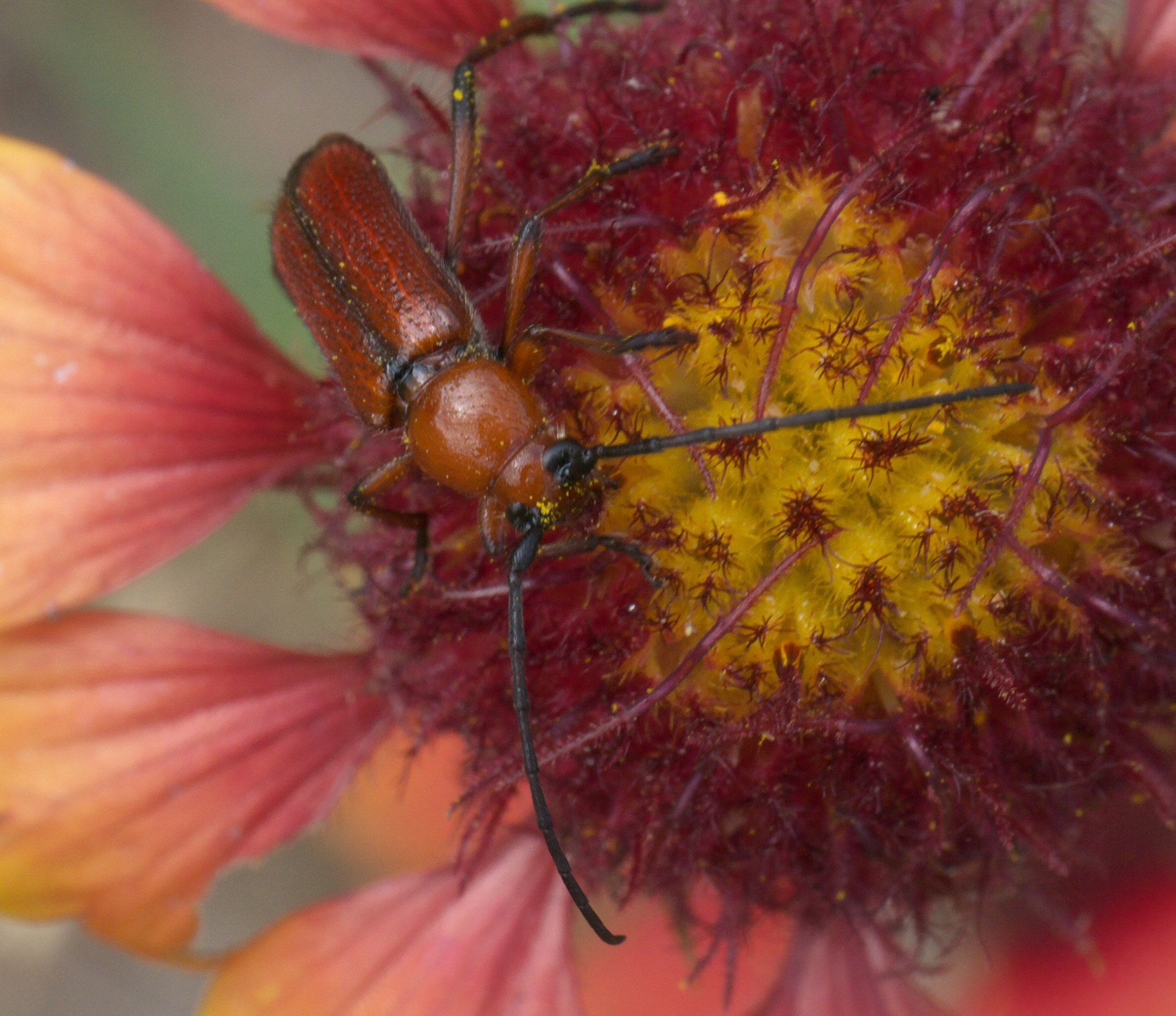
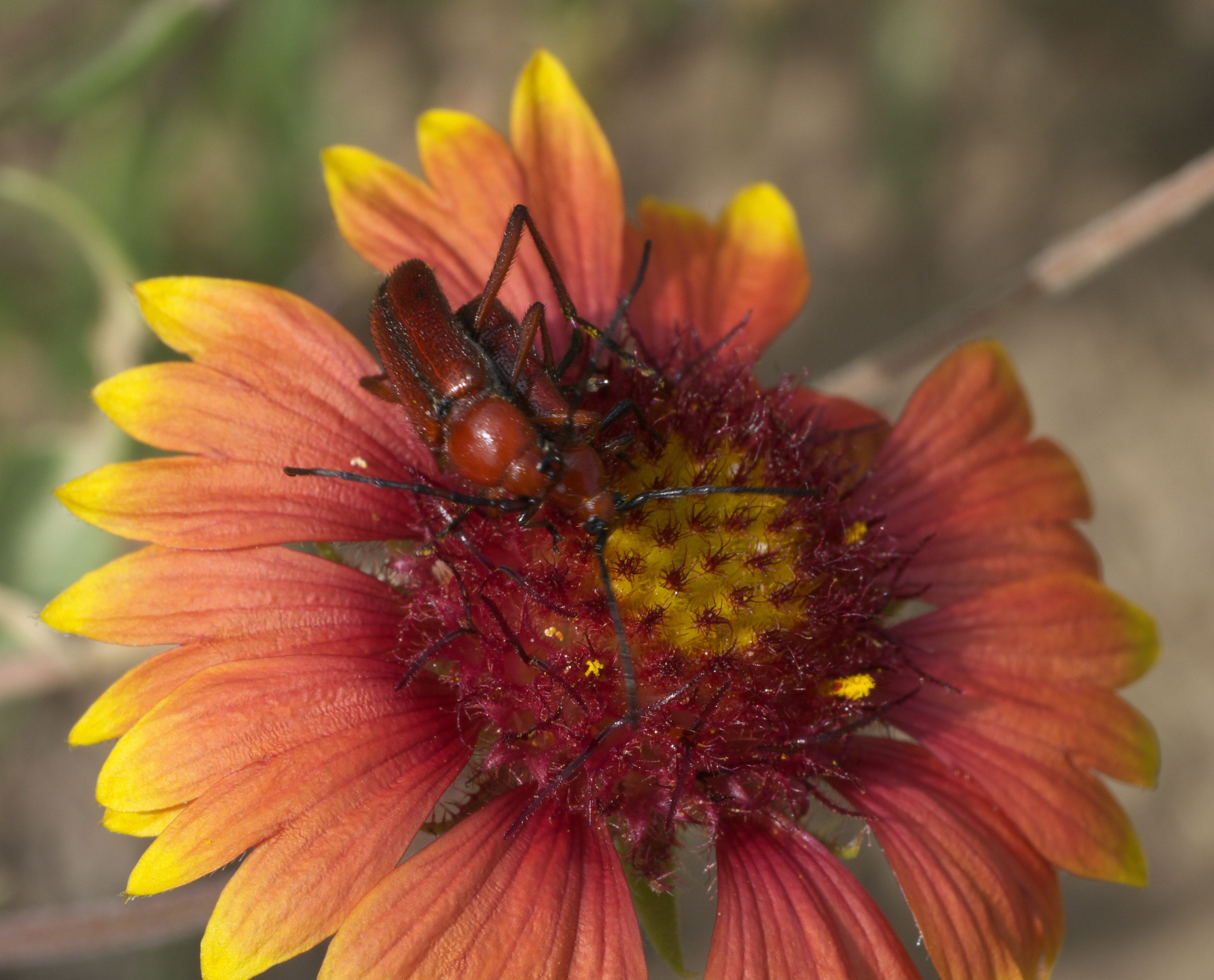
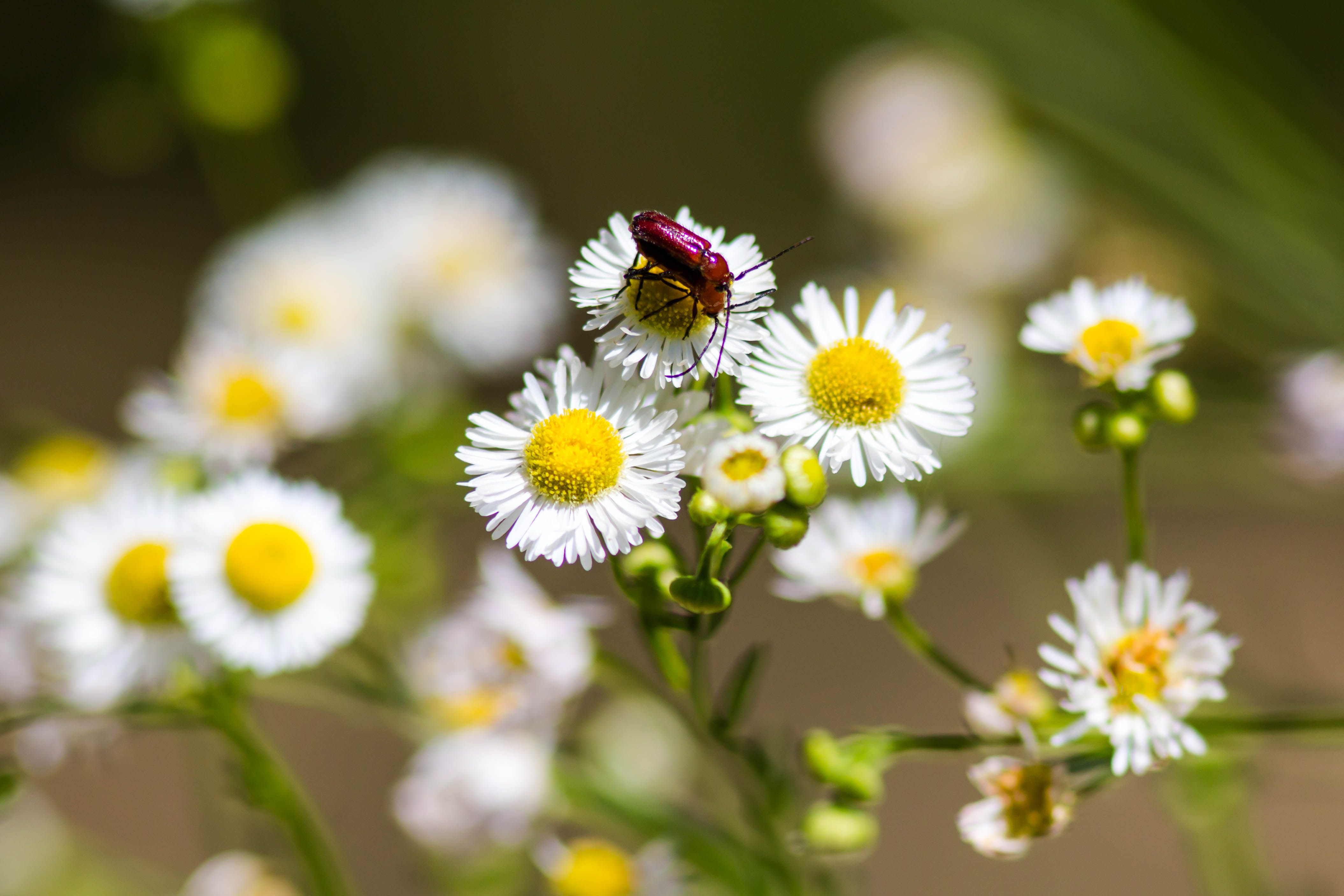

## Subespecies
Se reconocen las siguientes:
- B. s. cilíndrica
- B. s. infuscato
- B. s. melanicolis
- B. s. perasalli
- B. s. remoto
- B. s. rutilanos